# Пицили (Рагуза)
Пицили је насеље у Италији у округу Рагуза, региону Сицилија.
Према процени из 2011. у насељу је живело 29 становника. Насеље се налази на надморској висини од 469 м.